# Nieblum
Nieblum (dänisch: Niblum, nordfriesisch: Njiblem) ist eine Gemeinde auf der Insel Föhr im Nordwesten Schleswig-Holsteins. Sie gehört zum Kreis Nordfriesland und besteht neben Nieblum noch aus dem Ort Goting, einer bis 1970 selbständigen Gemeinde mit 106 Einwohnern.

## Geographie
Das Gemeindegebiet von Nieblum erstreckt sich am südlichen Ufer der Insel Föhr etwa auf halber Strecke zwischen der West- und der Ostseite der Insel. Die Gemeinde gliedert sich siedlungsgeographisch in die Wohnplätze des Dorfes gleichen Namens, ein Kirchdorf, und die beiden Ortsteile Goting etwas weiter westlich auf dem Geeststreifen der Insel und Greveling am südöstlichen Grenzverlauf beim auf der gegenüberliegenden Seite der Grenze liegenden Flugplatz Wyk auf Föhr. Bis Goting verläuft auch der Badestrand, der am Wyker Südstrand beginnt. Der Küstenverlauf beim Ortsteil Goting ist eine Kliffformation, das mehrere Meter hohe sogenannte Gotingkliff.
Die Wassertiefe am Nieblumer und Gotinger Strand ist relativ seicht, so dass bei Niedrigwasser weiträumige Teile der vorgelagerten Wattfläche Nordmannsgrund trockenfallen.

## Geschichte

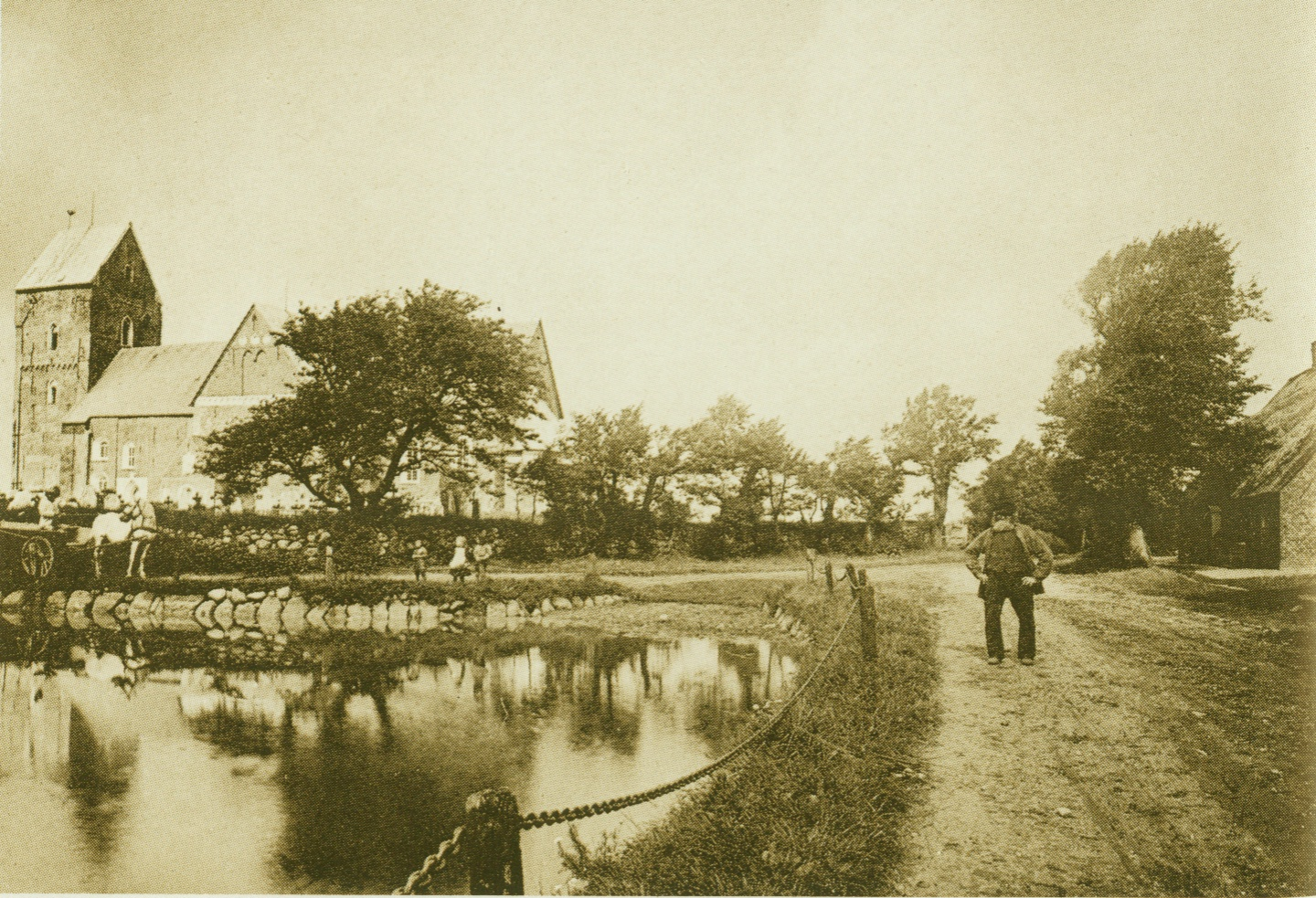
Die Kirche von Nieblum im Jahr 1895

Viele der alten Friesenhäuser gehörten einst Kapitänen, die sich ihr Vermögen als Seefahrer, oft auf holländischen Walfangschiffen, verdienten. Dies war eine harte und gefährliche Arbeit, von der viele nicht mehr lebend nach Hause kamen. Zeugnis hiervon geben die Grabsteine auf dem Friedhof rund um den „Friesendom“ St. Johannis, erbaut im 13. Jahrhundert, der größten der drei Inselkirchen.
Der südliche Teil von Nieblum sowie Goting gehörten zu den Dörfern, die Teil der bis 1864 bestehenden Harde Westerland Föhr waren, einer königlichen Enklave von Dänemark.
Der nördliche Teil des Dorfes Nieblum dagegen gehörte zu Osterland Föhr und damit zum Herzogtum Schleswig.
1970 wurde die bis dahin selbständige Gemeinde Goting nach Nieblum eingegliedert.

## Politik
Bei der Kommunalwahl 2018 gewann die Nieblumer Wählergemeinschaft (NWG) alle neun Sitze. Dieses Ergebnis wurde 2023 bestätigt. Die Wahlbeteiligung lag dabei bei 54,3 Prozent.

## Kultur und Sehenswürdigkeiten
Siehe auch: Liste der Kulturdenkmale in Nieblum

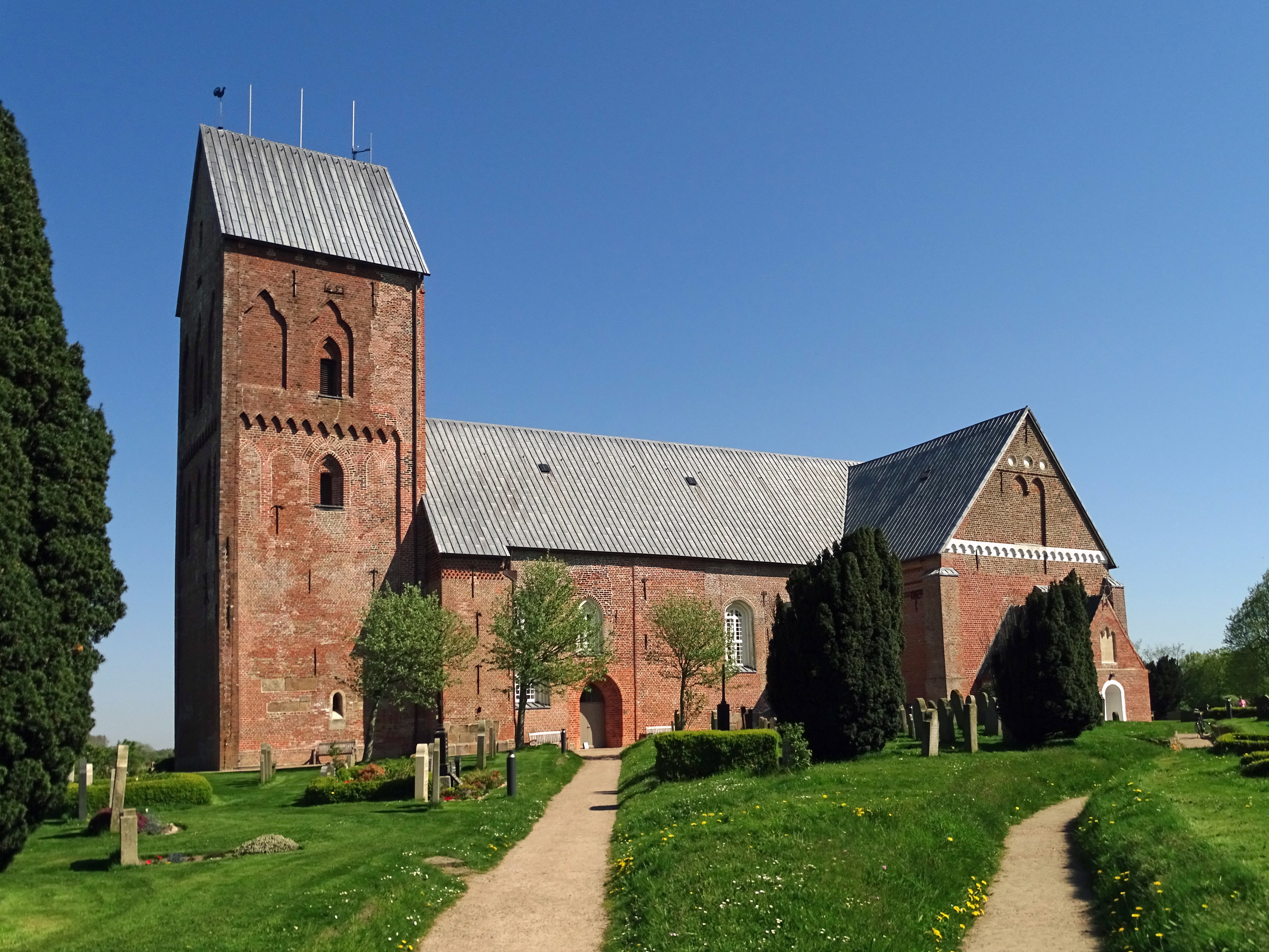
St. Johannis

### St.-Johannis-Kirche
Hauptsehenswürdigkeit des Dorfes ist die trutzige, weithin sichtbare Kirche St. Johannis mit ihrem denkmalgeschützten Friedhof und den Sprechenden Grabsteinen. Außerdem verfügt Nieblum über ein schönes Ortsbild mit reetgedeckten Friesenhäusern, Kopfsteinpflasterstraßen und vielen Laubbäumen. Bereits im 18. Jahrhundert fand Nieblum als außerordentlich schöner Ort Erwähnung, das Dorf wurde 1979 zum schönsten Dorf der Bundesrepublik Deutschland gewählt. Südlich von Nieblum befindet sich der Leuchtturm Nieblum.

### Schullandheim
Seit den 1950er Jahren nutzte das Ernst-Schlee-Gymnasium in Hamburg-Groß Flottbek ein Schullandheim in Nieblum. Nach der Umwandlung in eine staatliche Handelsschule übergab man das Heim dem Gymnasium Othmarschen im gleichnamigen Hamburger Stadtteil.

## Persönlichkeiten

### Söhne und Töchter der Gemeinde
- Jens Jacob Eschels (1757–1842), Kapitän, wurde bekannt durch seine Autobiographie
- Johannes Friedrich Posselt (1794–1823), Mathematiker und Astronom
- Carl-Christian Arfsten (1889–1969), deutscher Politiker (CDU), Mitglied des Landtages Schleswig-Holstein

### Weitere Persönlichkeiten
- Dorothea von Arronet (1886–1973), deutschbaltische Malerin, Illustratorin und Grafikerin
- Karin von Arronet (1917–2006), deutschbaltische Kunstmalerin, Grafikerin und Kunsterzieherin
- Theo Albrecht (1922–2010), deutscher Unternehmer und Gründer von Aldi Nord

## Galerie

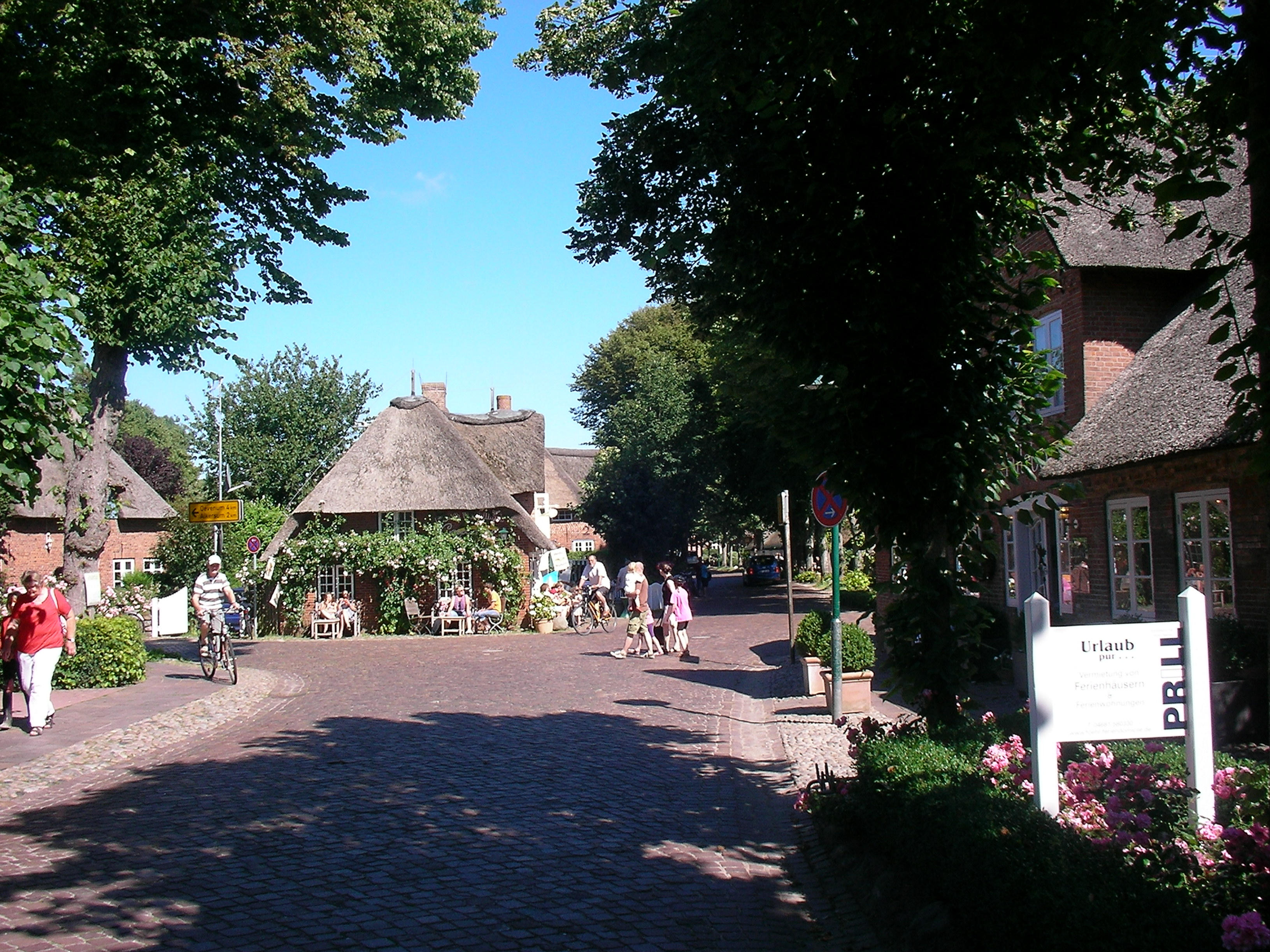
Typisches Straßenbild in Nieblum
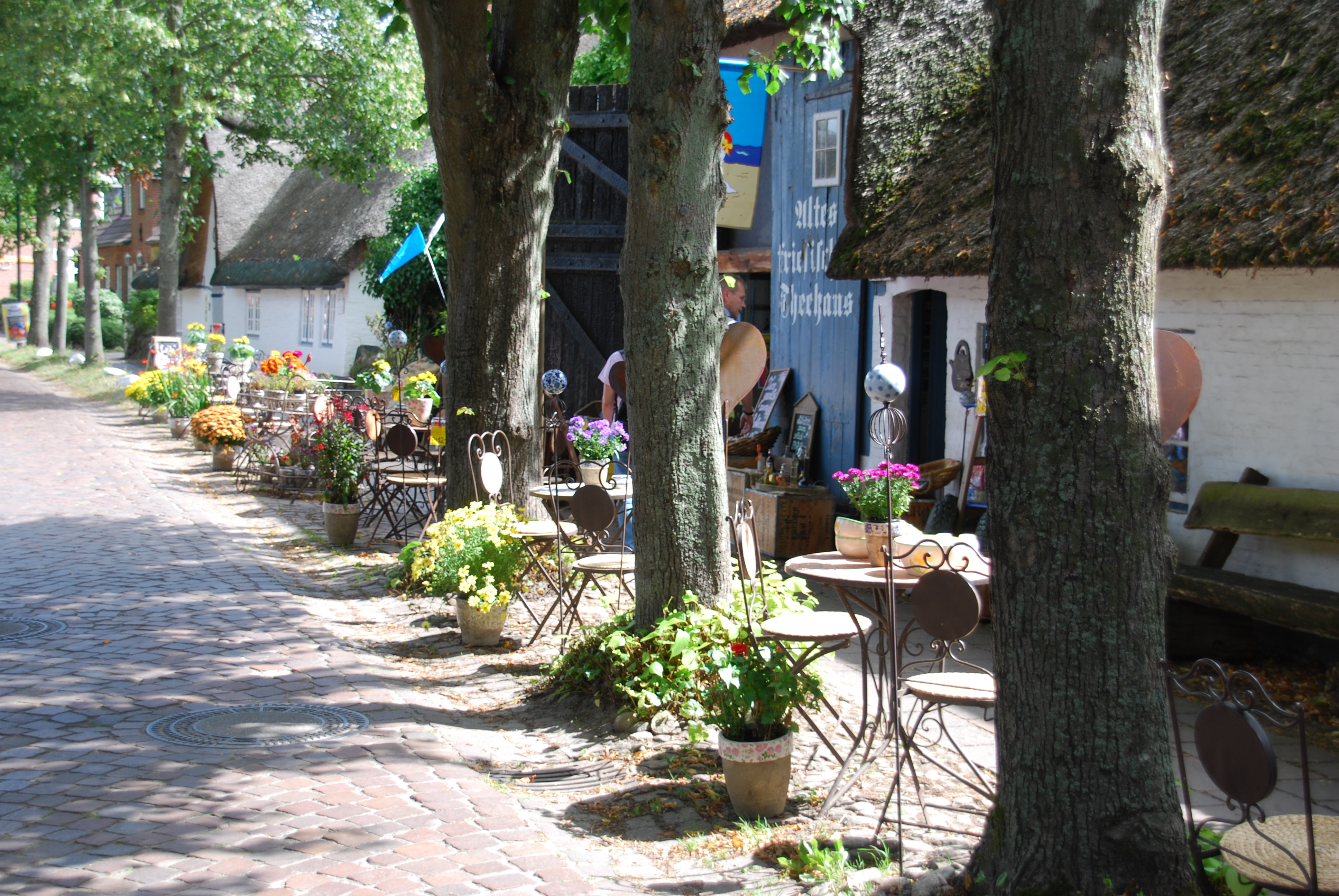
Kertelhein-Allee in Nieblum
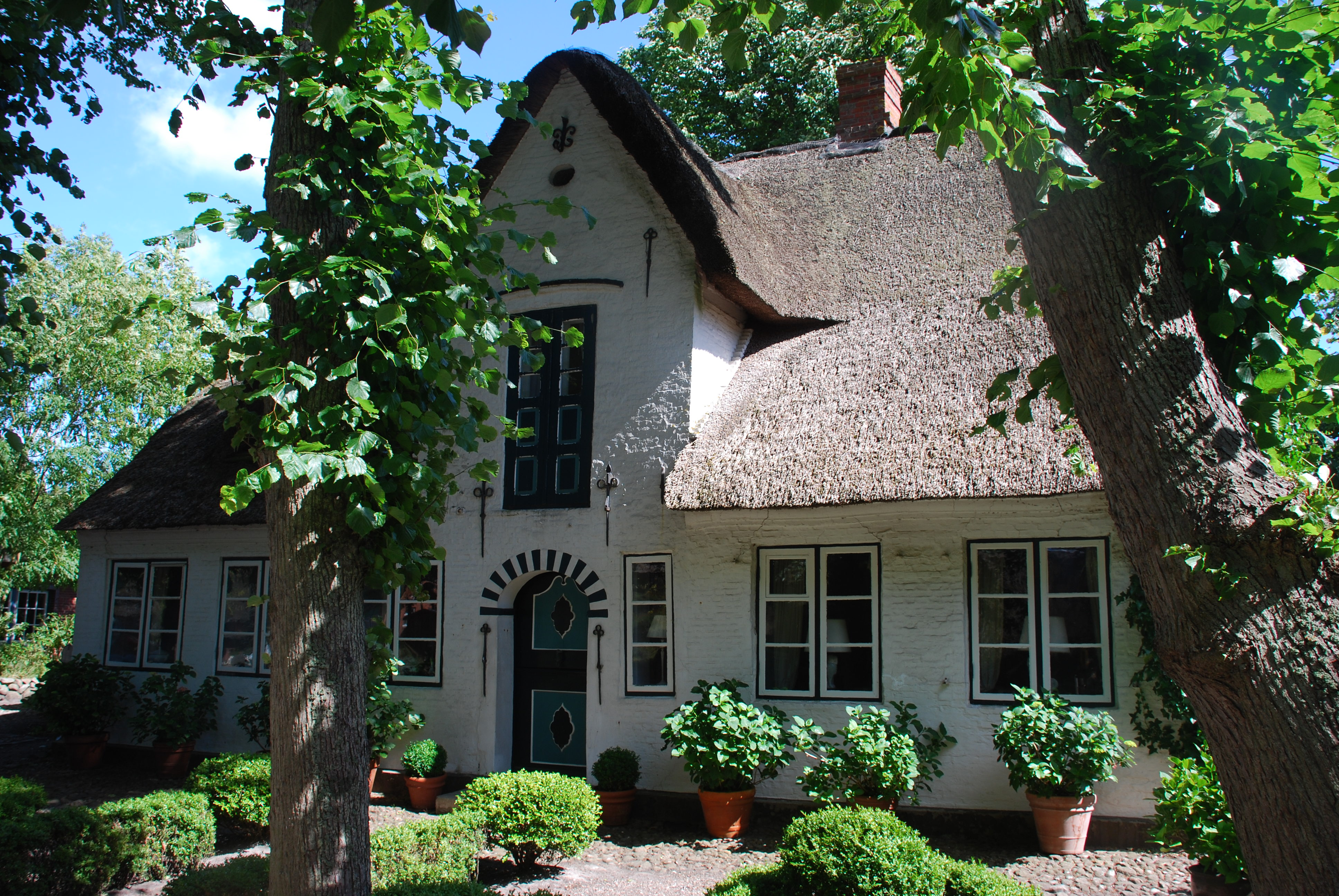
Reetdachhaus in Nieblum
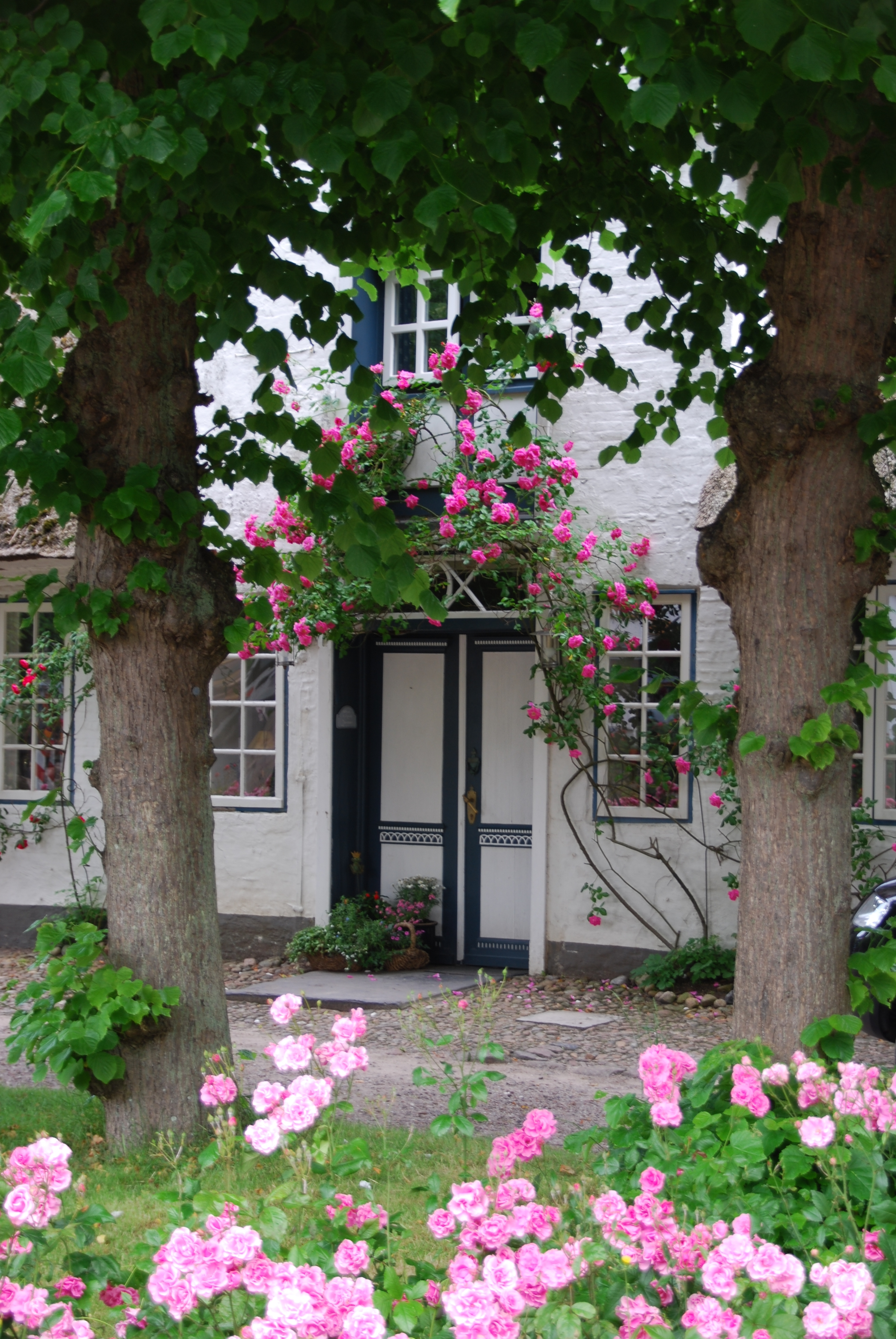
Hauseingang in Nieblum
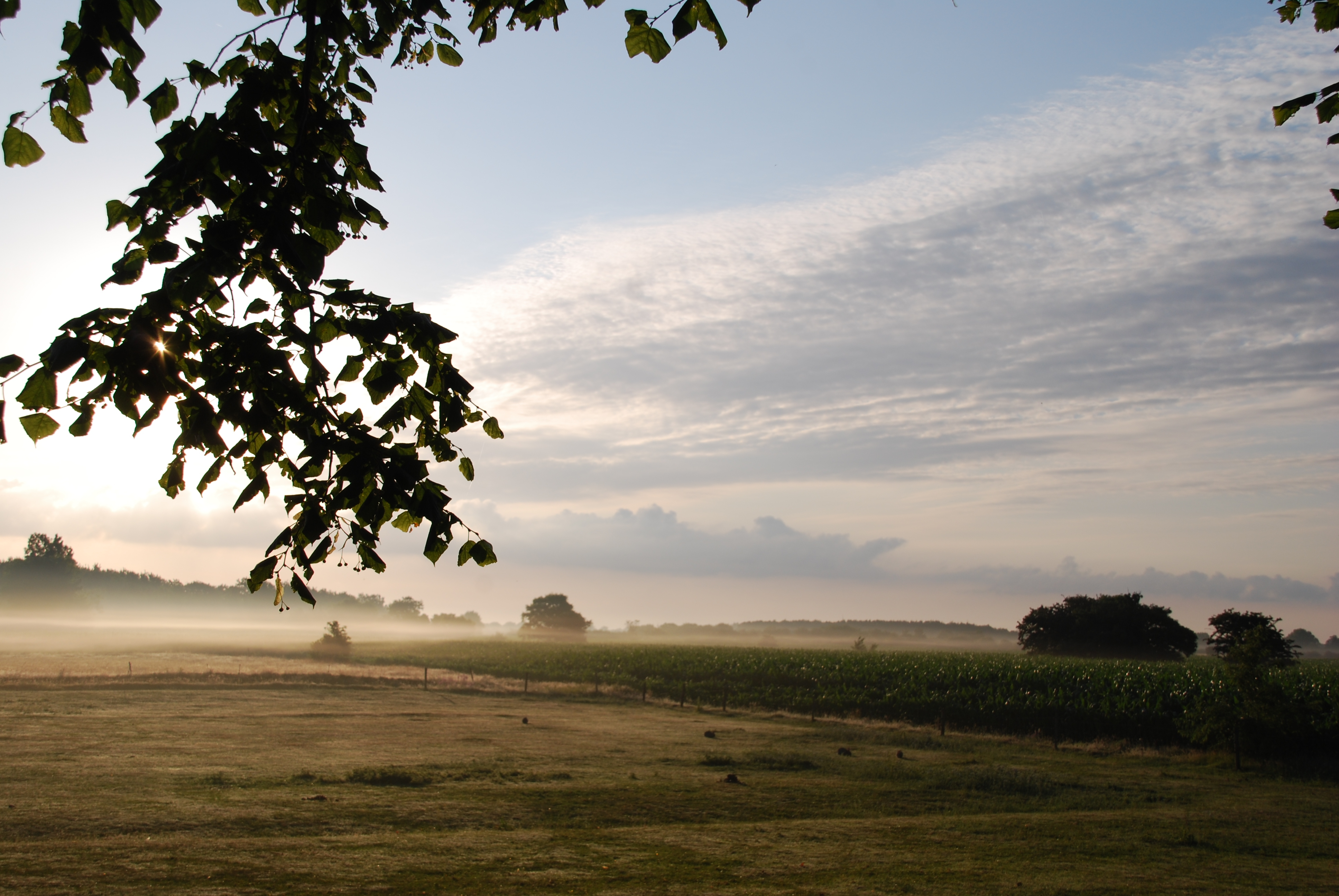
Sonnenaufgang über den Wiesen in Nieblum
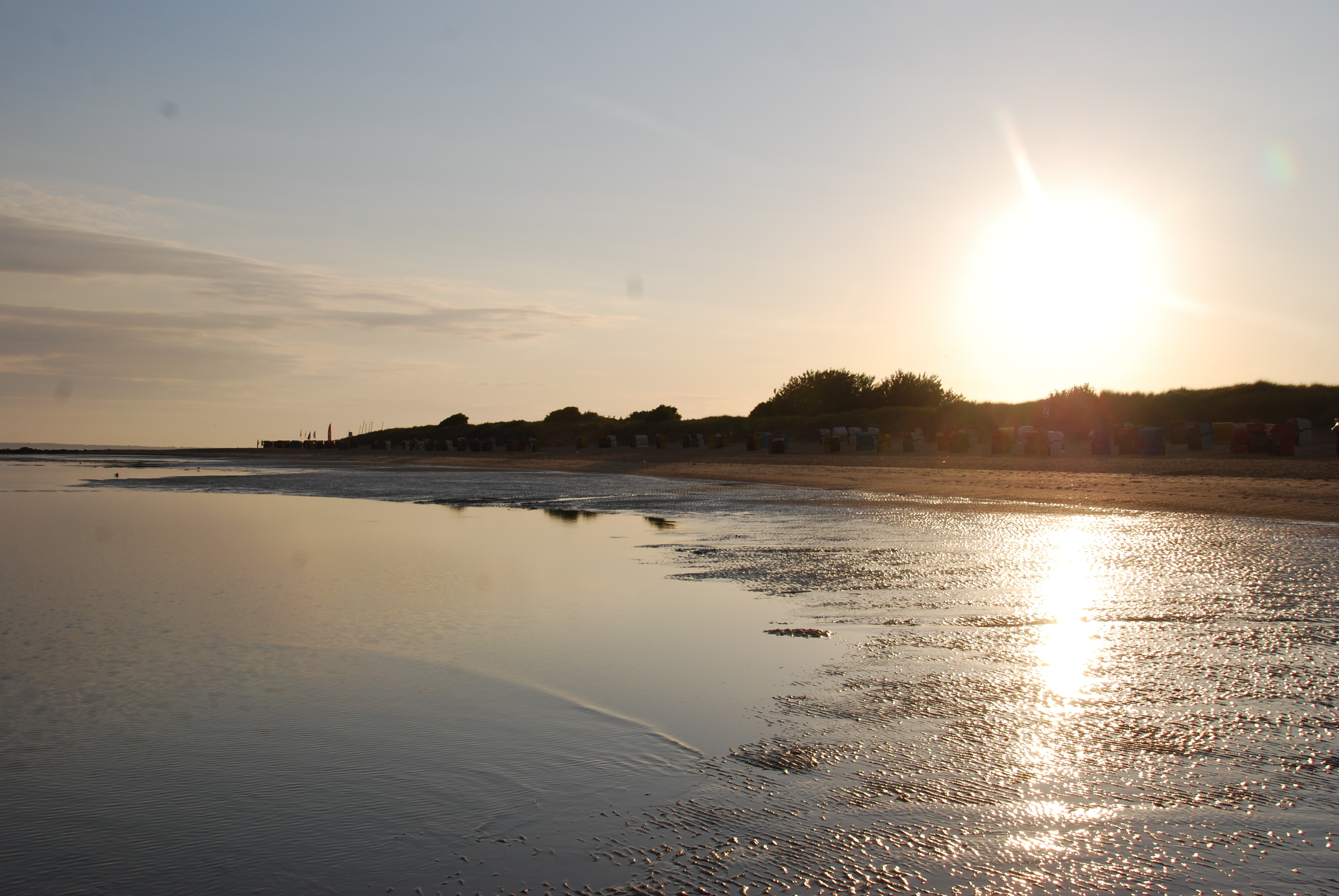
Strand vor Nieblum im Nationalpark Schleswig-Holsteinisches Wattenmeer